# Kaspar Effinger
Kaspar Effinger (* 1442 vermutlich in Brugg; † 1513 in Wildegg) war ein Schweizer Aristokrat.
Kaspar Effinger, Enkel eines Schultheissen von Brugg und Sohn des Balthasar und der Küngold von Scharnachtal, wurde 1476 anlässlich der Schlacht bei Murten zum Ritter geschlagen. 1483/84 erwarb er von der Stadt Bern die Burg Wildegg samt allen zugehörigen Gütern und Rechten zu Lehen und begründete damit die Wildegger Linie der Familie Effinger.
Kaspar Effinger war in erster Ehe mit Margareta Müller, Tochter des Schultheissen Hans Müller von Baden und in zweiter Ehe mit Kyburga von Hinwil aus einer Ritteradelsfamilie aus dem Zürcher Oberland verheiratet.